# Toukoto
Toukoto est une localité et une commune rurale malienne, située dans le pays de la Kaarta, chef-lieu du cercle de Toukoto dans la région de Kita. 

## Géographie
La localité de Toukoto est située sur la rive droite de la rivière Bakoye et sur la route nationale RN 25 (axe Kita-Séféto) à 73 km au nord-ouest du chef-lieu régional Kita. Elle s’est développée avec le chemin de fer Dakar-Niger reliant Dakar à Bamako.
| Séféto-Ouest | Kourouninkoto, Saboula | Saboula          |
| Oualia       | Toukoto                | Saboula          |
| Niantanso    | Kobri                  | Tambaga, Boudofo |

## Histoire
L'arrondissement de Toukoto est instauré en 1958 comme l'un des huit arrondissements du cercle de Kita. La commune rurale de Toukoto est créée en novembre 1996, à l'instar de 703 communes du Mali. Lors de la réforme administrative de 2023, Toukoto est érigée en chef-lieu du 4e cercle de la région de Kita.

## Villages et hameaux
La commune s'étend sur 6 localités relevées lors du recensement général de 2009. 
Les villages les plus peuplés sont :
- Toukoto (4 876 habitants) ;
- Badougou (770 habitants) ;

Elle compte 15 hameaux permanents : Bakaribougou, Niakanébougou, Santankoto, Djidjékoni, Mafinadin, Alakolon, Makana (Deniban), Kouroudjou, Lèba, Sirakoro, Boro, Badalabougou, Sounsountou et Dialloboudou. 
La loi 2023-007 attribue à la commune rurale 7 villages  :
- Toukoto
- Bakoudian
- Badougou
- Salaké
- Madina Foula
- Yélimané
- Sonki

## Politique
| Année | Maire élu     | Parti politique |
| ----- | ------------- | --------------- |
| 2004  | Amara Sissoko | Adéma-Pasj      |
| 2009  | Moussa Dabo   | Adéma-Pasj      |

## Enseignement
Toukoto est le siège d'un centre d'animation pédagogique de l'académie d'enseignement de Kita, il s'étend sur les communes de Toukoto, Dindenko, Djougoun, Séféto Nord, Séféto Ouest, Guémoukouraba, Niantanso, Kobri et Kourounikoto .

## Jumelages
Toukoto est jumelée avec :
- La Mézière (France).

## Galerie
Le pont de Toukoto sur le Bakoye est un pont ferroviaire métallique situé au km 237 de la voie ferrée de Kayes au Niger dont la construction durant 75 jours sous la direction du 5e régiment du génie, est achevée en 1900. Long de 350 m, il est constitué de 14 travées métalliques de 25 m de portée.

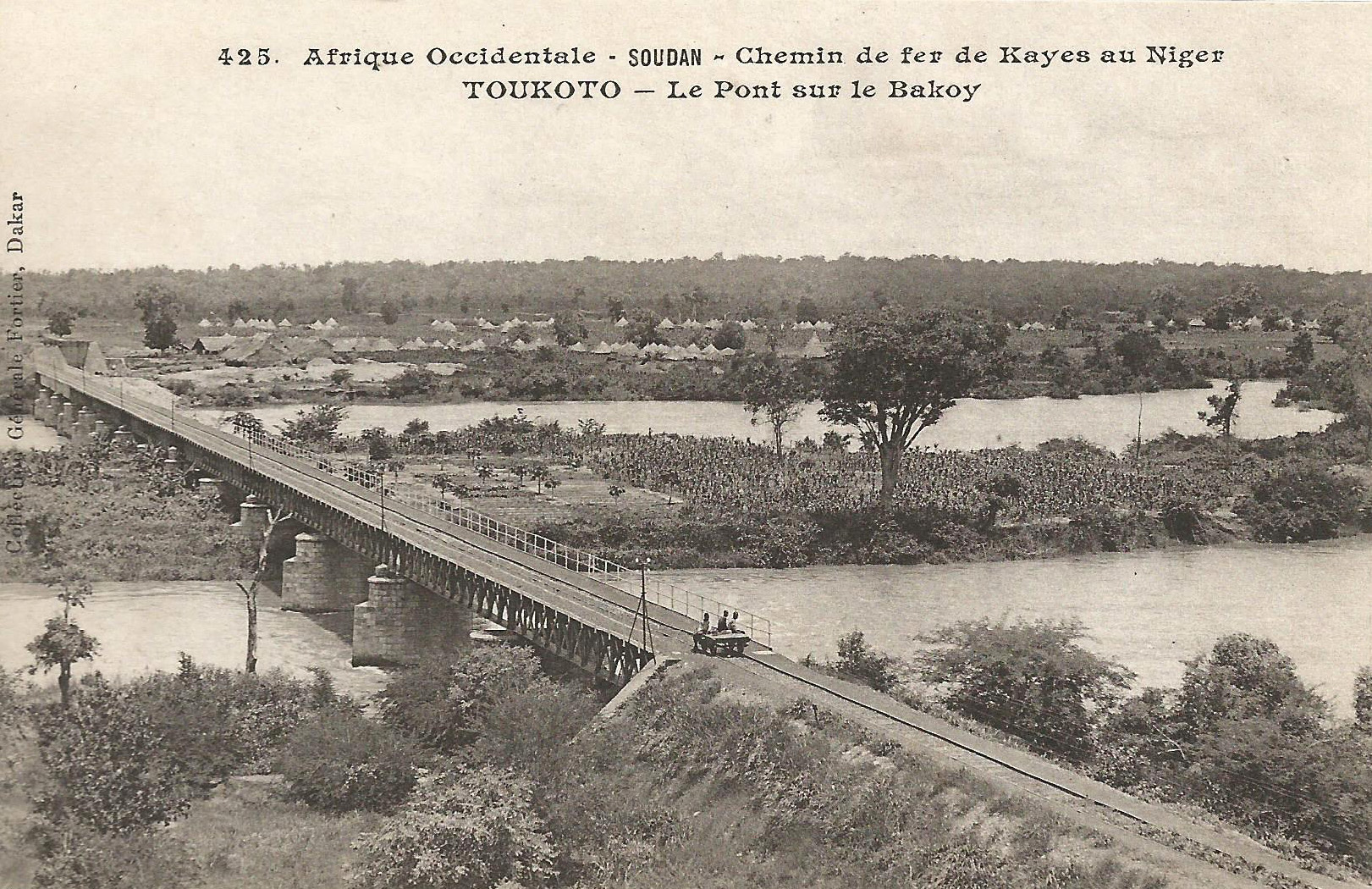
Pont sur le Bakoye.
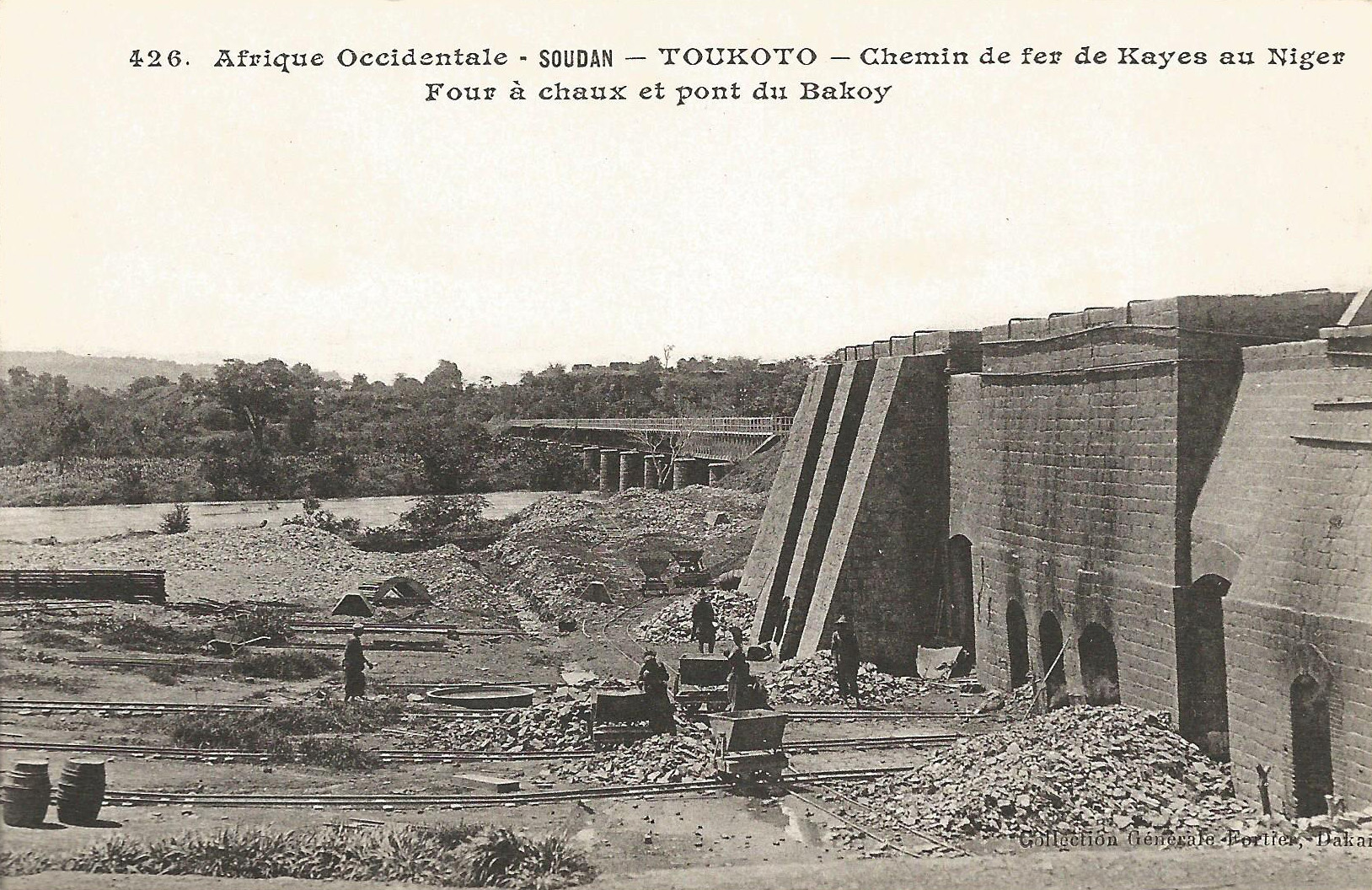
Four à chaux et pont.